# Kia KX Cross
Kia KX Cross – samochód osobowy typu crossover klasy subkompaktowej produkowany pod południowokoreańską marką Kia w latach 2017–2022.

## Historia i opis modelu

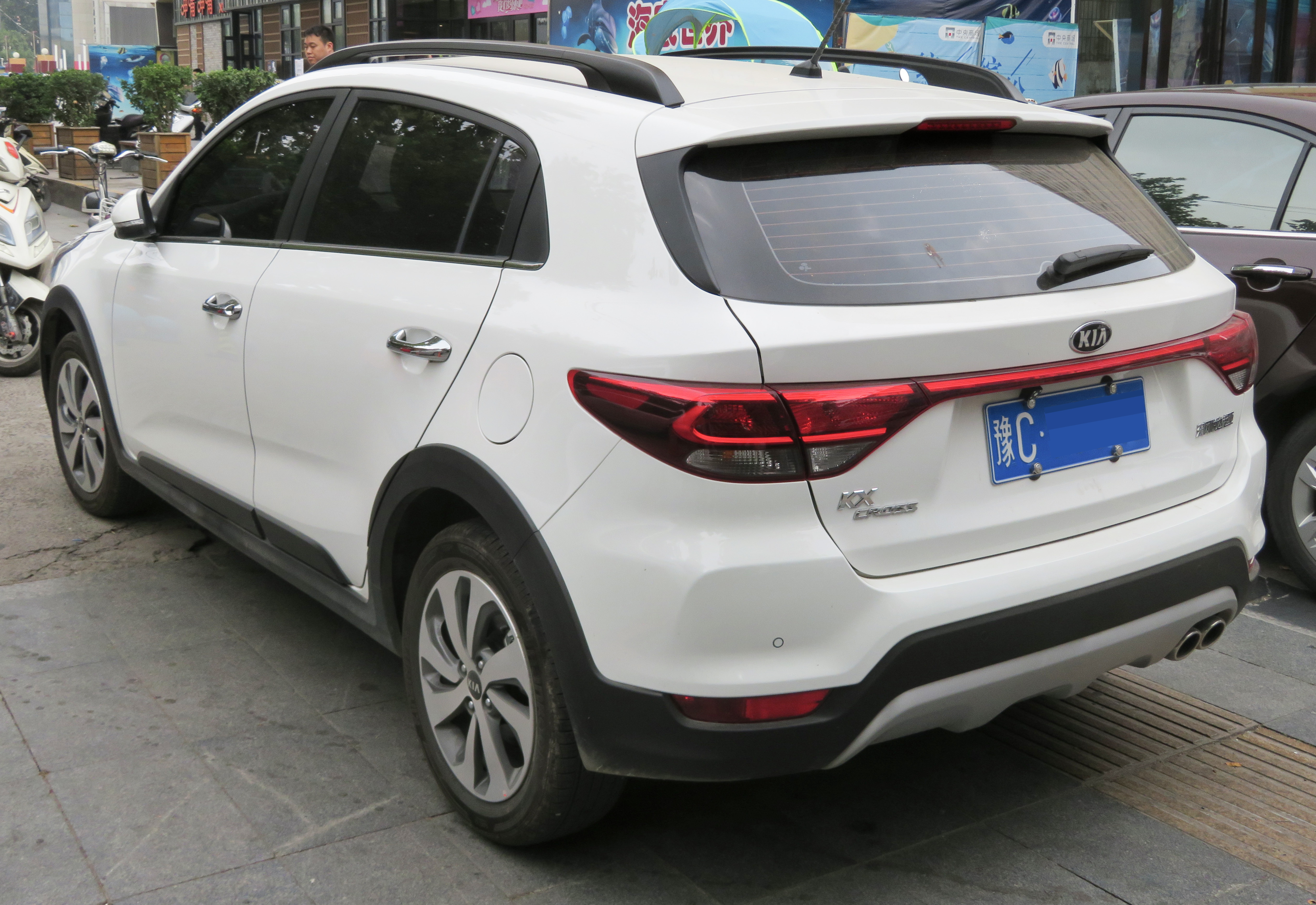
Kia KX Cross - tył

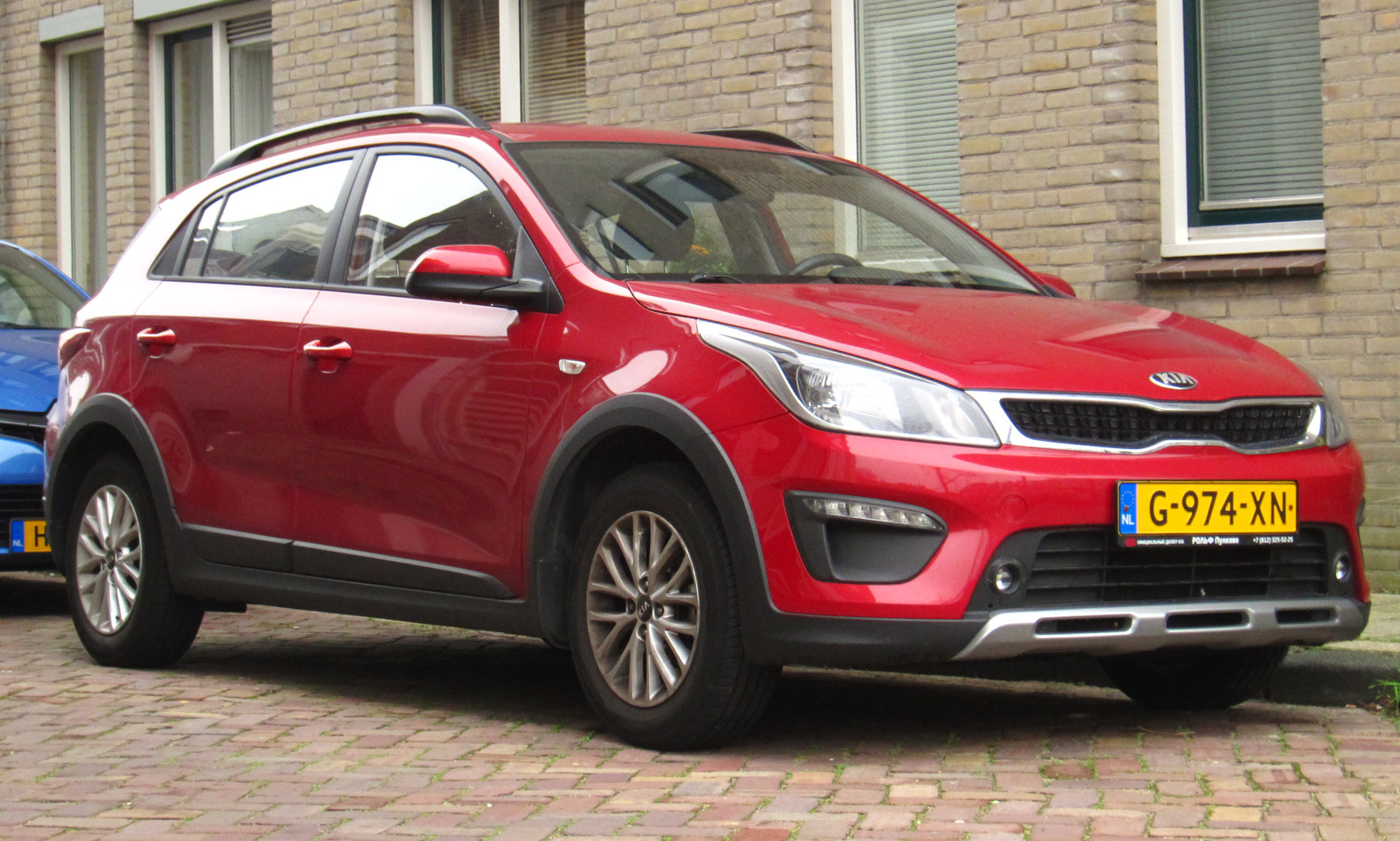
rosyjska Kia Rio X-Line

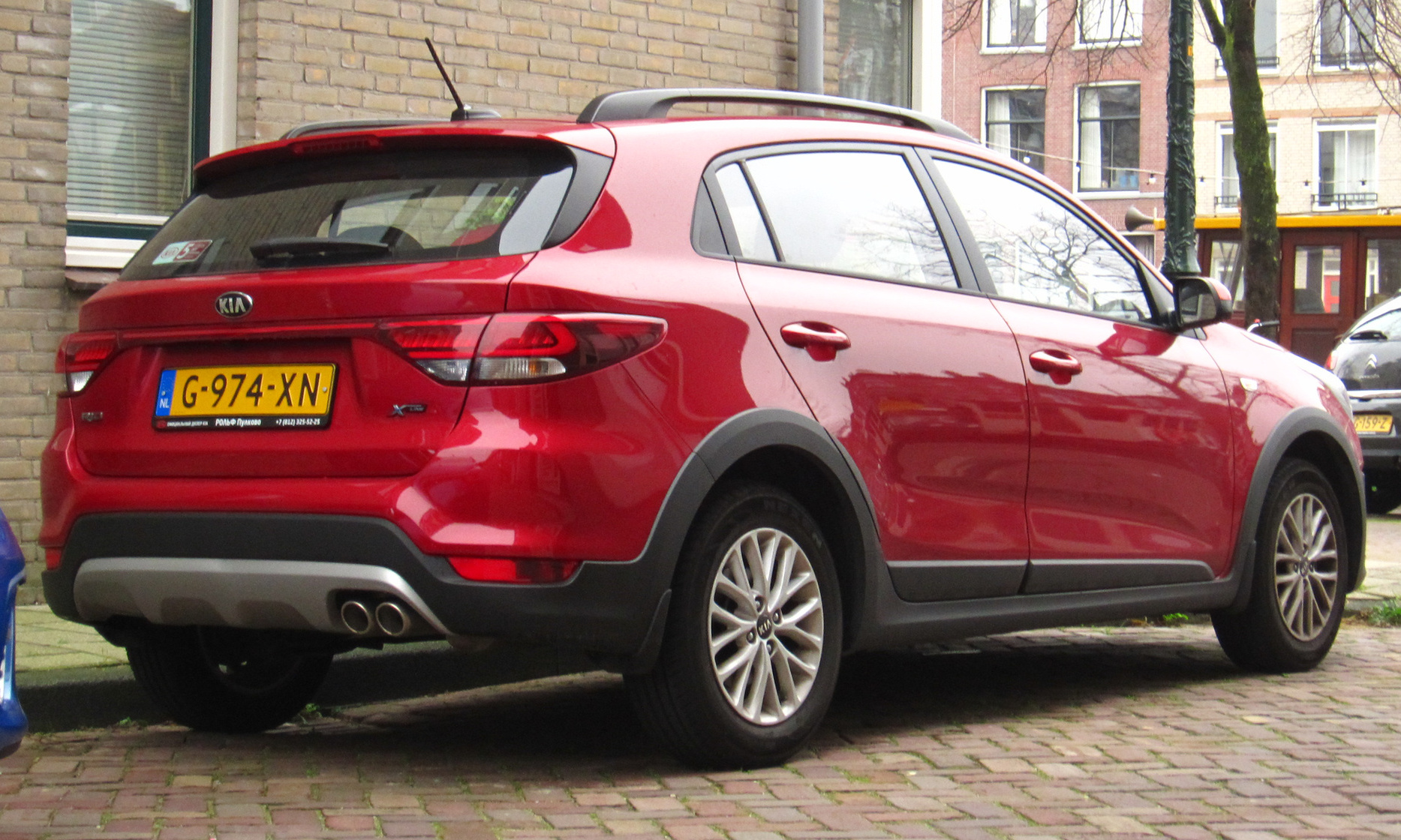
rosyjska Kia Rio X-Line - tył

W kwietniu 2017 roku Kia przedstawiła w Chinach gamę nowych pojazdów skonstruowanych specjalnie z myślą o tym rynku. Podczas Shanghai Auto Show, oprócz modeli Pegas i KX7, zaprezentowano także miejskiego crossovera K2 Cross. 
Samochód zastąpił wariant modelu K2 w wersji hatchback, tym razem wyróżniając się wyraźnie podwyższonym prześwitem o 45 milimetrów i plastikowymi nakładkami na progi, a także relingami dachowymi. 

### Lifting
W październiku 2020 roku Kia przedstawiła samochód po obszernej restylizacji, której zakres przyjął podobny rozmiar co wariant sedan. Pojawiły się nowe reflektory z charakterystycznym wykraczającym poza ich obrys pasem diod LED, a także nowym wzorem zderzaka i węższą atrapą chłodnicy. Modernizacja objęła tylko rynek rosyjski, kazachski i białoruski.

### Sprzedaż
Choć debiut odbył się pod nazwą K2 Cross, samochód trafił ostatecznie do sprzedaży na rynku chińskim pod skorygowanym emblematem Kia KX Cross we wrześniu 2017 roku. Z powodu bardzo niskiej popularności oraz wewnętrznej konkurencji ze strony podobnego modelu KX1, samochód wycofano z produkcji w Chinach zaledwie po 2 latach od debiutu we wrześniu 2019 roku.
W listopadzie 2017 roku samochód zadebiutował także na rynku rosyjskim, gdzie ruszyła jego produkcja w lokalnych zakładach Hyundaia w Sankt Petersburgu pod nazwą Kia Rio X-Line z myślą o rynku lokalnym, a także sąsiednim Kazachstanie i Białorusi. Po restylizacji z 2020 roku ograniczonej już tylko do tego regionu, samochód zmienił nazwę na Kia Rio X i pozostał w produkcji do 2022 roku. Dwa lata później produkcję wznowiono przez nowego właściciela dawnej farbyki Hyundaia, pod niezależną rosyjską marką Solaris jako Solaris KRX.

### Silnik
- R4 1.4l MPI